# Ready! Kick Off!!
Singles de Ongaku Gatas
Come Together
(2008)
Ready! Kick Off!! (stylisé READY! KICK OFF!!) est un single spécial du groupe féminin de J-pop Ongaku Gatas, composé de chanteuses du Hello! Project membres de l'équipe de futsal Gatas Brilhantes H.P.
Il sort en distribution limitée le 6 mars 2010 au Japon sur un label indépendant lié à Up-Front Works, un an et demi après le dernier single du groupe, Come Together. Il est écrit et produit par Tsunku. Il est édité à l'occasion de la tournée du groupe Ongaku Gatas Live Tour 2010 Haru ~Gatas Ryuu~, et n'est vendu que sur les lieux des concerts. Il ne contient que la chanson-titre et sa version instrumentale. C'est le premier disque du groupe sans Yuri Sawada, qui l'a quitté l'année précédente.

## Membres
- Hitomi Yoshizawa (ex-Morning Musume, Hangry & Angry)
- Rika Ishikawa (ex-Morning Musume, ex-V-u-den, Hangry & Angry)
- Asami Konno (ex-Morning Musume)
- Mai Satoda (ex-Country Musume)
- Miki Korenaga (ex-Hello Pro Egg)
- Arisa Noto (ex-Hello Pro Egg)
- Minami Sengoku (ex-Hello Pro Egg)

## Liste des titres
1. READY! KICK OFF!!
2. READY! KICK OFF!! (Instrumental)